# Bostanabad
Bostanabad (en persan : بستان آباد) est une ville située dans la province d'Azerbaïdjan oriental, dans le nord-ouest de l'Iran.